# Vitreuša
Vitreuša är en bergskedja i Bosnien och Hercegovina.   Den ligger i entiteten Federationen Bosnien och Hercegovina, i den centrala delen av landet, 40 km väster om huvudstaden Sarajevo.
Vitreuša sträcker sig 4,0 km i sydostlig-nordvästlig riktning. Den högsta toppen är Vitreuša, 1 919 meter över havet.
Topografiskt ingår följande toppar i Vitreuša:
- Gradac
- Gromilica
- Gunjača
- Strug
- Vitreuša

Omgivningarna runt Vitreuša är en mosaik av jordbruksmark och naturlig växtlighet. Runt Vitreuša är det ganska tätbefolkat, med 93 invånare per kvadratkilometer.